# Carlos Lee
Carlos Noriel Lee, (Aguadulce, Panamá, 20 de junio de 1976) es un exjugador en las Grandes Ligas de Béisbol. Jugó su última temporada para los Miami Marlins. A lo largo de su carrera perteneció a los Chicago White Sox (1999–2004), Milwaukee Brewers (2005–2006), Texas Rangers (2006), Houston Astros (2007–2012) y los Miami Marlins (2012)

## Vida personal
Está casado y tiene dos hijas, Cassandra y Karla y dos hijos, llamado Carlos Alejandro y Carlos Noriel. Lee es propietario y operador de zonas ganaderas en Aguadulce y Houston.
En referencia a su apodo, Carlos tiene un club de fanes llamado «Los Caballitos».
Su hermano menor, llamado Carlos Humberto Lee, jugó béisbol profesional en sistemas de ligas menores con los Chicago White Sox y los Milwaukee Brewers desde 2001 hasta 2007.

## Carrera profesional

### Chicago White Sox
Lee hizo su debut en grandes ligas con los Chicago White Sox el 7 de mayo de 1999, logró conectar un jonrón en su primer turno al bate en Las Ligas mayores. En su año de novato, Lee tuvo un promedio de bateo de .293 conduciendo a 84 carreras en 127 juegos. Él acabó de 7.º en la votación del novato del año de la Liga Americana. En el 2000, Lee empujó en 92 carreras y bateo 24 jonrones. En 2001, Lee una vez más demostrando su poder, consiguió golpear 24 jonrones y que conducción en 84 carreras, pero su promedio de bateo de .301 el año anterior, bajo a .269 en 150 juegos.
En 2002, Lee jugó en sólo 141 partidos pero era fue constante una vez más, manejando en 80 carreras mientras bateo 26 jonrones. En 2003, Lee tuvo una buena temporada con los Chicago White Sox, jugando en 158 juegos, Lee produjo en 113 carreras empujadas, 31 cuadrangulares y 100 carreras anotadas. Al año siguiente, Lee continuó su éxito al golpear 31 jonrones y anotando 103 carreras además de empujar 99 carreras y terminat con un promedio de bate de .305 con los medias blancas.
Después de la temporada, Lee fue cambiada a los Milwaukee Brewers a cambio del jardinero Scott Podsednik y el lanzador Luis Vizcaíno.

### Milwaukee Brewers
Que mejor muestra de su talento al obtener 114 carreras impulsadas en la Liga Nacional. Fue seleccionado para el equipo de estrellas de la Liga Nacional en sus dos primeras temporadas con los Milwaukee Brewers y participó en el Home Run Derby en 2005.
El 28 de julio de 2006, él fue cambiado a los Texas Rangers por unos jugadores de Ligas Menores: Nelson Cruz, Kevin Mench, Laynce Nix y Francisco Cordero.
Según el Gerente General de los Milwaukee Brewers, Doug Melvin, los cerveceros intentaron volver a firmar a Lee, pero el 27 de julio, llegó a ser evidente que él no firmaría una extensión de contrato. Los cerveceros al parecer ofrecieron le ofrecieron a Lee un contrato de cuatro años por $48 millones por una extensión, que estaban cerca de los $50 millones que firmó había David Ortiz en 2006. El agente de Lee, Adam Katz dijo que las dos partes fueron demasiado lejos en las negociaciones.

### Texas Rangers
En 59 juegos para los Texas Rangers, Lee bateó 9 jonrones mientras que tuvo un promedio de bateode .322 mientras servía como el bateador designado y jardín izquierdo. Lee, entre los cerveceros y los rangers, golpeó 37 jonrones conduciendo a 116 carreras empujadas en 161 juegos.

### Houston Astros
El 24 de noviembre de 2006, Lee acordó un contrato de $100 millones por 6 años con los Astros de Houston. Lee tuvo un productivo primer año en Houston, bateando para .303 con 32 jonrones y 119 carreras de empujadas, que era bueno para un lazo de tres vías en la Liga nacional con Miguel Cabrera y Prince Fielder.
En su segundo año, a pesar de jugar en apenas 115 juegos debido a una lesión, Lee impulsó 100 carreras y bateo 28 jonrones para los Houston Astros.
A pesar de su limitado rango, Lee una fuerza una vez más en el plato, con 102 carreras empujadas obteniendo un promedio de bate de .300 en 160 juegos.
En 2010 después de que Lance Berkman fue traspasado a los New York Yankees, Lee jugó un puñado de juegos en primera base. Aunque esta no fuera la primera vez en su carrera había que jugara esta posición, si fue la primera vez que él lo hizo de una forma regular. Lee tuvo un promedio de bateo bajo de .246 a pesar de conducir en 89 carreras y de tener 24 cuadrangulares con los Astros. En 2011, fue un defensor promedio anterior según UZR y otras medidas estadísticas.
A través de 66 juegos en 2012 para los Houston Astros, Lee se  ponchó en 17 ocasiones en 258 en turnos al bate. Durante su estadía de 6 años con los Astros, Lee nunca ponchó a más de 65 veces en una temporada.

### Miami Marlins
El 4 de julio de 2012, Lee fue traspasado a los Miami Marlins por los jugadores de ligas menores, Matt Domínguez y Rob Rasmussen. Él jugó su primer partido con el equipo de Miami al día siguiente contra los Milwaukee Brewers. Bateó su primer jonrón como un Marlin el cual fue un grand slam, el 17 de julio contra los Chicago Cubs. En 81 juegos para los Miami Marlins, Lee al contrario de lo que Miami esperaba, tuvo un promedio de bateo de sólo .243 con sólo 4 jonrones en 338 apariciones en el plato.

### Retiro
El sábado 22 de junio, durante la gala típica de Panamá (evento del folklore panameño) anuncia su retiro oficial de las Grandes Ligas de Béisbol.

### Estadísticas de bateo
| Año   | Equipo | Juegos | VB   | C   | H    | HR  | CE   | P   |
| 1999  | CWS    | 1      | 4    | 6   | 4    | 6   | 8    | 0,2 |
| 2000  | CWS    | 152    | 572  | 107 | 172  | 24  | 92   | 301 |
| 2001  | CWS    | 150    | 558  | 75  | 150  | 24  | 84   | 269 |
| 2002  | CWS    | 140    | 492  | 82  | 130  | 26  | 80   | 264 |
| 2003  | CWS    | 158    | 623  | 100 | 181  | 31  | 113  | 291 |
| 2004  | CWS    | 153    | 591  | 103 | 180  | 31  | 99   | 305 |
| 2005  | MIL    | 162    | 618  | 85  | 164  | 41  | 114  | 265 |
| 2006  | MIL    | 102    | 388  | 60  | 111  | 18  | 81   | 286 |
| 2006  | TEX    | 59     | 236  | 42  | 76   | 19  | 35   | 322 |
| 2007  | HOU    | 162    | 627  | 93  | 190  | 43  | 119  | 303 |
| 2008  | HOU    | 115    | 436  | 61  | 137  | 27  | 100  | 314 |
| 2012  | MIA    | 1      | 4    | 1   | 2    | 0   | 0    | 290 |
| Total |        | 1481   | 5637 | 876 | 1635 | 300 | 1001 | 290 |

| VB | Veces al bate      | C  | Carreras          |
| H  | Hits               | HR | Home Runs         |
| CE | Carreras empujadas | P  | Promedio de bateo |